# Брат (фільм, 1982)
«Брат» (груз. «ძმა») — радянський художній фільм 1982 року, драма, створена на кіностудії «Грузія-фільм». Зняв фільм режисер Теймураз Баблуані за своїм же сценарієм. За цей фільм Теймураз Баблуані отримав приз на Всесоюзному кінофестивалі в Таллінні.

## Сюжет
Дія фільму відбувається на початку XX століття. Революція 1905 року зазнала поразки. Головний герой фільму Гіо був підпільником і теж брав участь в революції. Царська влада за це засудила його до 25 років каторжних робіт.
Через вісім років тюремного ув'язнення Гіо вдається втекти з каторги. За той час, що він перебував у в'язниці, його спіткало велике горе — загинули його дружина і дочка. Гіо у всьому звинувачує царизм і вирішує все своє свідоме життя мстити жандармам. До Гіо також приєднується його брат, разом вони йдуть в гори.

## У ролях
- Арчіл Самхарадзе — Бекар
- Леван Турманідзе — Гіо
- Отар Мегвінетухуцесі — Пагава
- Шота Нозадзе — батько
- Теймураз Долідзе — лікар
- Леван Пілпані — епізод
- Гіві Чугуашвілі — епізод
- Медея Немсіцверідзе — епізод
- Сосо Джачвліані — епізод
- Аміран Аміранашвілі — епізод
- Леван Джапарідзе — епізод
- Прідон Гуледані — епізод
- Гела Отарашвілі — епізод
- Гурам Пірцхалава — епізод
- Аміран Такідзе — епізод

## Знімальна група
- Автор сценарію: Теймураз Баблуані
- Режисер: Теймураз Баблуані
- Оператор: Віктор Андрієвський
- Композитор: Яков Бобохідзе
- Художник-постановник: Нугзар Байдарашвілі
- Звукорежисер: Гаррі Кунцев